# Optatissima Pax
Optatissima Pax es una encíclica del Papa Pío XII sobre la prescripción de las oraciones públicas por la paz social y el mundo dada en Roma, junto a San Pedro, el 18 de diciembre de 1947, en el noveno año de su Pontificado.
Dos años después de la Segunda Guerra Mundial, la paz todavía está en equilibrio incierto. La gente está en suspenso y en varios países el conflicto de clases incitó el odio mutuo. El Papa considera que la crisis de la paz es seria. El sistema económico de muchas naciones han sido desplazados como resultado de los gastos militares y la destrucción relacionada con la guerra. Las personas que trabajan son explotadas e incitados en la discordia.
La paz sólo puede ser asegurada trabajando juntos en armonía, en cooperación y en el trabajo pacífico. Es deber de todos es darse cuenta de que la crisis mundial es grave. Todos, especialmente los ricos, deben poner el bien común por encima de su propia ventaja y beneficios. Es muy urgente, para reconciliar los corazones de los hombres. Vida pública y privada deben volver a Cristotan pronto como sea posible. El Papa pone mucha confianza en las oraciones de los niños inocentes, en la oración por la paz y la reconciliación.